# Agonum dissensum
Agonum dissensum är en skalbaggsart som beskrevs av Thomas Casey. Agonum dissensum ingår i släktet Agonum och familjen jordlöpare. Inga underarter finns listade i Catalogue of Life.